# Кубок України з футболу 2018—2019
Кубок України з футболу 2018—2019 — 28-й розіграш Кубка України. Тривав з липня 2018 року по травень 2019 року.
Усі етапи турніру складаються з одного матчу. Жеребкування — сліпе. Якщо команди виступають в одній лізі, то господарем була команда, яка отримала непарний номер під час жеребкування. Якщо команди з різних ліг, то господарем була команда із нижчої ліги.

## Учасники
У цьому розіграші кубка брали участь 48 команд чемпіонату, а також фіналісти Кубка України серед аматорів 2017-2018.
| Клуби Прем'єр-ліги: - «Арсенал-Київ» (Київ) - «Ворскла» (Полтава) - «Десна» (Чернігів) - «Динамо» (Київ) - «Зоря» (Луганськ) - «Карпати» (Львів) - ФК «Львів» (Львів) - ФК «Маріуполь» (Маріуполь) - ФК «Олександрія» (Олександрія) - «Олімпік» (Донецьк) - «Чорноморець» (Одеса) - «Шахтар» (Донецьк) | Клуби першої ліги: - «Авангард» (Краматорськ) - «Агробізнес» (Волочиськ) - «Балкани» (Зоря) - «Волинь» (Луцьк) - «Гірник-спорт» (Горішні Плавні) - «Дніпро-1» (Дніпро) - «Зірка» (Кропивницький) - «Інгулець» (Петрове) - «Кобра» (Харків) - «Колос» (Ковалівка) - «Металіст 1925» (Харків) - МФК «Миколаїв» (Миколаїв) - «Оболонь-Бровар» (Київ) - «Прикарпаття» (Івано-Франківськ) - «Рух» (Винники) - ПФК «Суми» (Суми) | Клуби другої ліги: - «Буковина» (Чернівці) - «Верес» (Рівне) - «Гірник» (Кривий Ріг) - «Енергія» (Нова Каховка) - ФК «Калуш» (Калуш) - «Кремінь» (Кременчук) - «Кристал» (Херсон) - МФК «Металург» (Запоріжжя) - ФК «Минай» (Минай) - «Мир» (Горностаївка) - «Нафтовик-Укрнафта» (Охтирка) - «Нива» (Вінниця) - «Нива» (Тернопіль) - ФК «Нікополь» (Нікополь) - «Поділля» (Хмельницький) - «Полісся» (Житомир) - «Реал Фарма» (Одеса) - «Таврія-Сімферополь» (Сімферополь) - «Чайка» (Петропавлівська Борщагівка) - «Черкащина-Академія» (Білозір'я) | Фіналісти Кубка серед аматорських команд: - «ЛНЗ-Лебедин» (с. Лебедин Черкаської обл.) - «Вікторія» (смт Миколаївка Сумської обл.) |

## Перший попередній етап
Жеребкування відбулося 10 липня 2018 року, матчі — 17 та 18 липня 2018 року. У цьому етапі брали участь 20 команд — 2 аматорські команди і 18 команд другої ліги.
| Команда 1            | Рахунок        | Команда 2      |
| -------------------- | -------------- | -------------- |
| 17 липня             |                |                |
| «Таврія-Сімферополь» | 1:0            | «Чайка»        |
| 18 липня             |                |                |
| «Поділля»            | 0:2            | МФК «Металург» |
| «Вікторія»           | 2:1            | «Нива» Т       |
| «Реал Фарма»         | 0:2            | «Нива» В       |
| «ЛНЗ-Лебедин»        | 0:0, пен. 4:2  | «Полісся»      |
| «Нафтовик-Укрнафта»  | −:+            | «Гірник»       |
| ФК «Калуш»           | 1:1, пен. 4:3  | «Буковина»     |
| «Верес»              | 1:1, пен. 9:10 | ФК «Минай»     |
| «Енергія»            | 0:1            | «Кристал»      |
| ФК «Нікополь»        | 1:4            | «Мир»          |

## Другий попередній етап
Жеребкування відбулося 20 липня 2018 року, матчі — 22 серпня та 20 вересня 2018 року. У цьому етапі брали участь 28 команд — 10 переможців першого попереднього етапу, 2 команди другої ліги і 16 команд першої ліги.
| Команда 1            | Рахунок       | Команда 2        |
| -------------------- | ------------- | ---------------- |
| 22 серпня            |               |                  |
| «Нива» В             | 2:1           | «Гірник-Спорт»   |
| «ЛНЗ-Лебедин»        | 1:1, пен. 2:4 | «Гірник»         |
| «Інгулець»           | 1:0           | «Колос»          |
| ФК «Минай»           | 3:1           | «Прикарпаття»    |
| «Металіст 1925»      | 2:0           | «Оболонь-Бровар» |
| ПФК «Суми»           | +:−           | «Кобра»          |
| «Вікторія»           | 1:1, пен. 1:3 | «Мир»            |
| «Черкащина-Академія» | 3:1           | «Рух»            |
| ФК «Калуш»           | 2:1 дч        | «Авангард»       |
| «Таврія-Сімферополь» | 2:3 дч        | «Волинь»         |
| «Кремінь»            | 1:2           | «Зірка»          |
| «Балкани»            | 0:1           | МФК «Миколаїв»   |
| «Кристал»            | 1:1, пен. 4:2 | «Агробізнес»     |
| 20 вересня           |               |                  |
| МФК «Металург»       | 0:2           | «Дніпро-1»       |

## 1/16 фіналу
Жеребкування відбулося 31 серпня 2018 року, матчі — 25 та 26 вересня 2018 року. У цьому етапі брали участь 20 команд — 14 переможців другого попереднього етапу та 6 команд Прем'єр-ліги, які згідно з рейтингом станом на початок сезону посідали місця із 7-го по 12-е.
| Команда 1            | Рахунок       | Команда 2        |
| -------------------- | ------------- | ---------------- |
| 25 вересня           |               |                  |
| ПФК «Суми»           | 0:3           | «Карпати»        |
| 26 вересня           |               |                  |
| «Нива» В             | 0:0, пен. 3:4 | «Гірник»         |
| ФК «Калуш»           | 1:0 дч        | «Металіст 1925»  |
| «Дніпро-1»           | 2:1           | «Волинь»         |
| «Зірка»              | 1:1, пен. 4:5 | «Олімпік»        |
| «Чорноморець»        | 3:0           | ФК «Олександрія» |
| «Черкащина-Академія» | 3:2 дч        | «Арсенал-Київ»   |
| «Мир»                | 0:3           | «Інгулець»       |
| ФК «Минай»           | 3:1           | МФК «Миколаїв»   |
| «Кристал»            | 2:3           | «Десна»          |

## 1/8 фіналу
Жеребкування відбулося 28 вересня 2018 року, матчі — 31 жовтня 2018 року. У цьому етапі братимуть участь 16 команд — 10 переможців 1/16 фіналу та 6 команд Прем'єр-ліги, які згідно з рейтингом станом на початок сезону посідали місця із 1-го по 6-е.
| Команда 1            | Рахунок       | Команда 2      |
| -------------------- | ------------- | -------------- |
| «Інгулець»           | 3:1           | ФК «Маріуполь» |
| «Шахтар»             | 3:2           | «Олімпік»      |
| ФК «Калуш»           | 0:3           | «Дніпро-1»     |
| «Чорноморець»        | 1:2           | «Ворскла»      |
| «Десна»              | 1:1, пен. 4:5 | «Зоря»         |
| ФК «Минай»           | 1:3           | «Динамо»       |
| «Гірник»             | 0:1           | ФК «Львів»     |
| «Черкащина-Академія» | 0:1           | «Карпати»      |

## 1/4 фіналу
Жеребкування відбулося 2 листопада 2018 року, матчі — 7 квітня 2019 року.
| Команда 1  | Рахунок       | Команда 2 |
| ---------- | ------------- | --------- |
| «Інгулець» | 1:1, пен. 5:4 | «Карпати» |
| «Дніпро-1» | 2:0           | «Ворскла» |
| «Шахтар»   | 1:1, пен. 4:3 | «Динамо»  |
| ФК «Львів» | 0:1           | «Зоря»    |

## 1/2 фіналу
Жеребкування відбулося 8 квітня 2019 року, матчі — 17 квітня 2019 року.
| Команда 1  | Рахунок | Команда 2 |
| ---------- | ------- | --------- |
| «Інгулець» | 2:1     | «Зоря»    |
| «Дніпро-1» | 0:2     | «Шахтар»  |

## Фінал
| 15 травня 2019 21:00 +22 °C |

| «Шахтар»                               | 4:0      | «Інгулець» |
| -------------------------------------- | -------- | ---------- |
| Тете 27', 39' Мораес 45+1' Соломон 64' | Протокол |            |

| «Славутич-Арена», Запоріжжя Глядачів: 11 100 Арбітр: Євген Арановський (Київ) |